# Саут Лејк Тахо (Калифорнија)
Саут Лејк Тахо (енгл. South Lake Tahoe) град је у америчкој савезној држави Калифорнија. По попису становништва из 2010. у њему је живело 21.403 становника.

## Демографија
Према попису становништва из 2010. у граду је живело 21.403 становника, што је 2.206 (9,3%) становника мање него 2000. године.
| Група             | 2000.          | 2010.          |
| Белци             | 15.016 (63,6%) | 12.818 (59,9%) |
| Афроамериканци    | 178 (0,8%)     | 182 (0,9%)     |
| Азијати           | 1.419 (6,0%)   | 1.186 (5,5%)   |
| Хиспаноамериканци | 6.294 (26,7%)  | 6.665 (31,1%)  |
| Укупно            | 23.609         | 21.403         |